# Santo Domingo Kesté
Santo Domingo Kesté är en ort i Mexiko.   Den ligger i kommunen Champotón och delstaten Campeche, i den östra delen av landet, 900 km öster om huvudstaden Mexico City. Santo Domingo Kesté ligger 25 meter över havet och antalet invånare är 3 763.
Terrängen runt Santo Domingo Kesté är platt. Runt Santo Domingo Kesté är det glesbefolkat, med 11 invånare per kvadratkilometer. Närmaste större samhälle är Villa Madero, 19,9 km väster om Santo Domingo Kesté. I omgivningarna runt Santo Domingo Kesté växer i huvudsak lövfällande lövskog.